# Klaus Zoch
Pour les articles homonymes, voir Zoch.
Klaus Zoch (né le 30 avril 1953 à Zell am Harmersbach dans la Forêt-Noire) est un auteur allemand de jeux de société.
Il a grandi à Hornberg. En 1972, il obtient son bac (graduation diploma?). Il étudie ensuite la physique à Freiburg, puis fait une thèse sur la "théorie des champs de quanta". Il travaille successivement dans un magasin d'écologie et dans la vente aux-enchères.
En 1986, il fonde avec Albrecht Werstein la maison d'édition de jeu de société Zoch. Depuis 1987, il est inventeur et éditeur à plein temps.

## Ludographie

### Seul auteur
- Dragon Tales, ????, Hasbro
- Bausack, 1987, Zoch
  - Bausack - Sac Noir, 1995, Zoch
- Mäusefest, 1987, Zoch
- Schneckenrennen, 1987, Zoch
- Wer macht's wie?, 1988, Zoch
- Wer wohnt wo?, 1988, Zoch
- Lord Carter's Sack O' Bricks, 1993, ????
- Pique Plume ou Zicke Zacke Hühnerkacke, 1998, Gigamic / Zoch, Kinderspiel des Jahres  1998
  - Pique Plume extension ou Zicke Zacke Entenkacke, 2000, Gigamic / Zoch
  - Pique Plume géant ou Maxi Zicke-Zacke-Hühnerkacke, 2005, Gigamic / Zoch
- Schatzsuche - Das Erbe des Seewolfes, 2005, Huch & friends

### AvecHeinz Meister
- Tic Tac Troll ou Zapp Zerapp, 2000, Gigamic / Zoch
- Igloo Pop ou Iglu Pop, 2003, Gigamic / Zoch

### AvecWalter Müller
- Flusspiraten, 1990, Walter Müller's Spielewerkstatt

### Avec Alicia Webstar
- Sprechdachs, 2004, Huch & friends

### Avec Albrecht Werstein
- Das Hornberger Schießen, 1993, Zoch
- Die Perlen der Scheherazade, 1995, Zoch

### AvecPeter Schackert
- Beppo der Bock, 2007, Oberschwäbische Magnetspiele, Kinderspiel des Jahres  2007